# سياسة مالية
في الاقتصاد والعلوم السياسية، السياسة المالية هي استخدام تحصيل الإيرادات الحكومية (الضرائب أو الاقتطاعات الضريبية) والمصروفات (الإنفاق) للتأثير على اقتصاد بلد ما. تطور استخدام الإيرادات والمصروفات الحكومية للتأثير على متغيرات الاقتصاد الكلي كنتيجة للكساد الكبير، عندما فقد مبدأ عدم التدخل السابق الخاص بالإدارة الاقتصادية مصداقيته. تستند السياسة المالية إلى نظريات الاقتصادي البريطاني جون ماينارد كينز، الذي أوضحت اقتصادياته الكينزية أن التغييرات الحكومية في مستويات الضرائب والإنفاق الحكومي تؤثر على الطلب الكلي ومستوى النشاط الاقتصادي. السياسة المالية والنقدية هي الاستراتيجيات الرئيسية التي تستخدمها حكومة بلد ما وبنكه المركزي لتعزيز أهدافها الاقتصادية. يُمكّن الجمع بين هاتين السياستين تلك السلطات من استهداف التضخم (الذي يعتبر «صحيًا» عند المستوى في حدود 2% إلى 3%) وزيادة فرص العمل. بالإضافة إلى ذلك، صُمّم لمحاولة الحفاظ على نمو إجمالي الناتج المحلي بنسبة 2%-3% ومعدل البطالة بالقرب من معدل البطالة الطبيعي البالغ 4%-5%. هذا يعني أن السياسة المالية تستخدم لتحقيق الاستقرار في الاقتصاد على مدار دورة العمل.
يمكن أن تؤثر التغييرات في مستوى وتكوين الضرائب والإنفاق الحكومي على متغيرات الاقتصاد الكلي، بما في ذلك:
- الطلب الكلي ومستوى النشاط الاقتصادي؛
- الادخار والاستثمار؛
- توزيع الدخل؛
- تخصيص الموارد.

يمكن التمييز بين السياسة المالية والسياسة النقدية، بأن السياسة المالية تتعامل مع الضرائب والإنفاق الحكومي وغالبًا ما تدار بواسطة إدارة حكومية؛ بينما تتعامل السياسة النقدية مع عرض النقود وأسعار الفائدة وغالبًا ما تتم إدارتها عبر البنك المركزي للدولة. تؤثر كل من السياسات المالية والنقدية على الأداء الاقتصادي للبلد.

## السياسة النقدية أم المالية؟
منذ سبعينيات القرن العشرين، أصبح من الواضح أن لأداء السياسة النقدية بعض الفوائد على السياسة المالية بسبب حقيقة أنه يقلل من النفوذ السياسي، كما هو محدد من قبل البنك المركزي (قد يخفض السياسيون أسعار الفائدة، كي يكون لديهم اقتصاد متوسّع قبل الانتخابات العامة). بالإضافة إلى ذلك، يمكن أن يكون للسياسة المالية آثار أكثر على الاقتصاد في جانب العرض: لتخفيض التضخم، لن يكون من المفضل اتخاذ تدابير لزيادة الضرائب وخفض الإنفاق، لذلك قد تتردد الحكومة في استخدامها. هذه السياسة النقدية بشكل عام أسرع في التنفيذ، إذ يمكن تحديد أسعار الفائدة كل شهر، في حين أن قرار زيادة الإنفاق الحكومي قد يستغرق بعض الوقت لمعرفة المنطقة التي ينبغي إنفاق الأموال عليها.
يوضح الركود الذي شهده العقد الأول من القرن العشرين أن للسياسة النقدية قيودًا معينة أيضًا. يحدث فخ السيولة عندما تكون تخفيضات أسعار الفائدة غير كافية كداعم للطلب حين لا ترغب البنوك في الإقراض، ويحجم المستهلكون عن زيادة الإنفاق بسبب التوقعات السلبية للاقتصاد. الإنفاق الحكومي مسؤول عن خلق الطلب في الاقتصاد ويمكن أن يوفر انطلاقة لإنقاذ الاقتصاد من الركود. عندما يحدث ركود عميق، لا يكفي الاعتماد فقط على السياسة النقدية لاستعادة التوازن الاقتصادي. كل جانب من هاتين السياستين له اختلافاته، لذلك، أصبح الجمع بين جوانب كلتا السياستين للتعامل مع المشكلات الاقتصادية حلاً تستخدمه الآن الولايات المتحدة. لهذه السياسات آثار محدودة؛ ومع ذلك، يبدو أن للسياسة المالية تأثير أكبر على المدى الطويل، بينما تميل السياسة النقدية إلى تحقيق نجاح على المدى القصير.
في عام 2000، توصل استبيان شمل 298 من أعضاء الجمعية الاقتصادية الأمريكية (AEA) إلى أنه بينما وافق 84% بشكل عام على البيان «السياسة المالية لها تأثير تحفيزي كبير على اقتصاد أقل من التوظيف الكامل»، وافق 71% أيضًا بشكل عام على بيان «يجب ترك إدارة دورة الأعمال للاحتياطي الفيدرالي؛ يجب تجنب السياسة المالية النشطة». في عام 2011، توصل استبيان لاحق لـ 568 عضوًا من أعضاء الـ AEA إلى أن الإجماع السابق حول الاقتراح الأخير قد أُلغي، وكان بحلول ذلك متنازعًا عليه بالتساوي تقريبًا.